# Perissomastix amseli
Perissomastix amseli är en fjärilsart som beskrevs av Petersen 1959. Perissomastix amseli ingår i släktet Perissomastix och familjen äkta malar. Inga underarter finns listade i Catalogue of Life.